# Cambio (Bolivia)
Cambio fue un diario vespertino boliviano publicado en La Paz de circulación nacional.
Sus oficinas se ubicaban en calle Ayacucho esquina Potosí Nº 1220, La Paz, Bolivia. Fue fundado el 22 de enero de 2009 y su última aparición tuvo fecha 16 de noviembre de 2019, siendo reemplazado al día siguiente por el periódico Bolivia.